# Programa de Energía Nuclear 2010
El Programa de Energía Nuclear 2010 fue anunciado por el secretario de Energía de los Estados Unidos Spencer Abraham el 14 de febrero de 2002 como un medio para afrontar la necesidad de nuevas plantas de energía. El programa es un esfuerzo de costes compartidos entre el gobierno y las industrias para identificar emplazamientos para nuevas plantas de energía nuclear, desarrollar y comercializar tecnologías avanzadas para plantas nucleares, evaluar los aspectos de negocio para la construcción de nuevas plantas de energía nuclear y demostrar procesos de regulación no verificados que condujeran a decisiones industriales en los próximos años, para obtener su ratificación por parte de la Nuclear Regulatory Commission (NRC), como válidos para construir y operar al menos una nueva planta de energía nuclear avanzada en los Estados Unidos.
En 2004, tres consorcios se presentaron a la convocatoria del Departamento de Energía de Estados Unidos sobre la iniciativa de energía nuclear 2010 y fueron recompensadas con fondos para sus propuestas:
- El consorcio dirigido por Dominion Resources incluye la GE Energy,  Hitachi America y Bechtel Corporation, y ha seleccionado el reactor económico simplificado de agua en ebullición de General Electric (Economic Simplified Boiling Water Reactor – ESBWR), una versión con seguridad pasiva del reactor de agua en ebullición - BWR.
- El consorcio NuStart Energy LLC lo forman el Constellation Generation Group, Duke Energy, EDF International North America, Entergy Nuclear, Exelon Generation, Florida Power & Co., Progress Energy, Southern Company, GE Energy, TVA, y Westinghouse Electric Company y ha elegido el reactor económico simplificado de agua en ebullición de General Electric (Economic Simplified Boiling Water Reactor – ESBWR),  y el Westinghouse Advanced Passive 1000 (AP1000, un reactor de agua presurizada (PWR) como candidatos.
- El tercer consorcio, liderado por TVA, incorpora a General Electric, Toshiba, USEC Inc., Global Fuel-Americas y Bechtel Power Corp., y desarrollará un estudio sobre la factibilidad para un emplazamiento de la TVA basado en el reactor avanzado de agua en ebullición (Advanced Boiling Water Reactor - ABWR) de General Electric.

Dos de los tres proyectos probarán los procesos de construcción y de autorización para funcionar (es decir, obtendrán una autorización de funcionamiento simultáneamente al permiso de construcción, cuya validez se condiciona a que la planta se construya de acuerdo con lo diseñado).
Unas pocas áreas de Estados Unidos con unidades nucleares están postulando obtener más unidades (Oswego, New York; Clinton, Illinois; Port Gibson, Mississíppi; etc.).  NuStart Energy ha seleccionado un emplazamiento entre Oswego, Port Gibson, St. Francisville, Luisiana, Aiken, Carolina del Sur, Lusby, Maryland y Scottsboro, Alabama – cuatro de los cuales tienen reactores en funcionamiento, uno tiene una planta de energía nuclear no acabada, y uno es el complejo de Savannah River Site.  A destacar, que los otros dos consorcios también están analizando Lusby y Scottsboro.
El 25 de septiembre de 2005 NuStart Energy seleccionó Port Gibson (el complejo de Grand Gulf) y Scottsboro (el de Bellefonte) para nuevas unidades nucleares.  Port Gibson acogería un ESBWR (una versión de seguridad pasiva del BWR y Scottsboro un AP-1000 (una versión más segura del PWR).  Entergy anunció que preparará su propia propuesta para River Bend Station en St. Francisville.  Igualmente, Constellation Energy de Baltimore ha retirado sus emplazamientos de Lusby y Oswego de la lista finalista de NuStart, después de que el 15 de septiembre anunció una nueva asociación, UniStar Nuclear, con Areva para ofrecer reactores presurizados europeos (EPR)  en los Estados Unidos. Finalmente, en octubre de 2005, Progress Energy anunció que estaba estudiando la construcción de una nueva planta de energía nuclear y había empezado a evaluar posibles emplazamientos en el centro de Florida.
South Carolina Electric & Gas anunció el 10 de febrero de 2006 que elegía Westinghouse para una planta a construir en la planta VC Summer en Jenkinsville, Carolina del Sur.
Debería destacarse que tres ABWRs ya están funcionando en Japón y dos están en construcción en Taiwán.

## Acta de Política de la Energía 2005
El acta, firmada por el presidente el 8 de agosto de 2005, contiene un número de artículos relacionados con la energía nuclear, y tres específicamente al Programa 2010.
En primer lugar, el Acta Price Anderson de Indemnidad de las Industrias Nucleares fue ampliada para amparar las plantas privadas y del Departamento de Energía autorizadas durante el 2025.
Igualmente, el gobierno cubrirá los incrementos de costes debido a demoras de las reglamentaciones, hasta 500 millones de dólares por cada uno de los dos primeros nuevos reactores nucleares, y la mitad de los incrementos debidos a tales  demoras (hasta 250 millones de dólares por cada uno) de los siguientes cuatro reactores. Las demoras en la construcción debidos a reglamentaciones enormemente ampliadas, fueron una de los primeros motivos de los altos costes de algunas plantas anteriores. 
Finalmente, "Un crédito del impuesto de producción de 1,8 cents por kilovatio-hora para las primeras 6000 megavatio-hora de las nuevas plantas de energía nuclear durante los ocho primeros años de su funcionamiento, con un límite anual de 125 millones de dólares. El crédito del impuesto de producción sitúa a la energía nuclear en pie de igualdad con otras fuentes de energía libres de emisiones, incluyendo las eólicas y las de biomasa de circuito cerrado." 
El acta también dota un proyecto de Planta de Energía Nuclear de Nueva Generación en  INEEL para producir tanto electricidad como hidrógeno. Esta planta será un proyecto del Departamento de Energía de los Estados Unidos y no está en el ámbito del Programa 2010.